# الحب من الوريد إلى الوريد
الحب من الوريد إلى الوريد، مجموعة نصوص من مؤلفات الشاعرة والكاتبة العربية السورية غادة السمان، صدرت في عام 1980، عن منشورات غادة السمان في بيروت، لبنان.